# Бельгия на зимних Паралимпийских играх 2014
Бельгия на зимних Паралимпийских играх 2014 года планирует получить несколько лицензий в нескольких видах спорта. Игры пройдут в Сочи с 7 по 16 марта 2014 года.

## Медальный зачёт

### Горнолыжный спорт
Мужчины
| Имя             | Класс                   | 1 Спуск | 1 Спуск | 1 Спуск | 2 Спуск | 2 Спуск | 2 Спуск | Всего | Всего   | Всего |
| Имя             | Класс                   | Время   | Разница | Место   | Время   | Разница | Место   | Время | Разница | Место |
| --------------- | ----------------------- | ------- | ------- | ------- | ------- | ------- | ------- | ----- | ------- | ----- |
| Джаспер Балкаен | Слалом, стоя            |         |         |         |         |         |         |       |         |       |
| Джаспер Балкаен | Гигантский слалом, стоя |         |         |         |         |         |         |       |         |       |

### Сноуборд
Пара-сноуборд появился в соревнованиях Паралимпийских Игр в первый раз. 
Мужчины
| ФИО         | Класс                                                                            | Отбор | Отбор | 1/8 финала | Четвертьфинал | Полуфинал | Финал   | Финал   |
| ФИО         | Класс                                                                            | Время | Класс | Позиция    | Позиция       | Позиция   | Позиция | Позиция |
| ----------- | -------------------------------------------------------------------------------- | ----- | ----- | ---------- | ------------- | --------- | ------- | ------- |
| Денис Колле | Горнолыжный спорт на зимних Паралимпийских играх 2014 — сноуборд-кросс (мужчины) |       |       |            |               |           |         |         |